# 华东神学院
中国基督教华东神学院，位于上海市青浦区外青松路7270弄，是华东地区基督教的神学院。

## 简介
中国基督教华东神学院成立于1985年9月，是由山东省、江西省、浙江省、福建省、上海市基督教两会联合创办的地区性神学院，主要招收高中以上文化程度的青年基督徒。宗旨是为华东地区基督教会培养具备神学造诣及“灵、德、智、体、群、美”全面发展的教职人员。
华东神学院创办前先成立了董事会，董事会于1985年3月在上海召开第一次会议，选举戚庆才任董事长，王神荫、范爱侍、薛平西、蔡智传任副董事长，沈以藩任董事会秘书长，董事会还通过了《华东神学院章程》，规定神学院设在上海，学制为三年制神学专科，孙彦理任院长、尹襄任副院长、苏德慈为教务长。第一届学员于1985年9月入学。1988年，该院改为四年制神学本科。
华东神学院的最高领导机构为董事会，通常每年举行一次董事会议。日常院务由上海市基督教两会及院务会议负责。
华东神学院先在上海怀恩堂，1986年8月迁沐恩堂，1989年7月迁五原路71号。1996年，华东神学院购得青浦县环城镇的土地建设新校园。1996年10月28日奠基。2000年迁入青浦境内的新址。
经国家宗教事务局批准，华东神学院设有两个全日制学科（神学本科、圣乐专科）和业余神学科，其中圣乐科为全国基督教院校中唯一有学制的专业。自2011年9月起，华东神学院圣乐科面向全国教会招生。

## 历任董事长、院长
华东神学院董事长
- 戚庆才牧师（1985年3月—？）[4]
- 罗冠宗（？—1995年）
- 沈德溶（1995年—？）[4]
- 沈学彬牧师（沈德溶之子，？—）[5][6]

华东神学院院长
- 孙彦理主教（1985年—1995年）
- 苏德慈牧师（1995年—2009年）
- 谢炳国牧师（2009年—）[2]